# 豊後高田郵便局
豊後高田郵便局（ぶんごたかだゆうびんきょく）は大分県豊後高田市金谷町にある郵便局。民営化前の分類では集配普通郵便局であった。

## 概要
民営化直前の集配業務再編において、多くの集配普通郵便局は統括センターとなったが、当局は配達センターとされたため、民営化後も郵便事業株式会社の支店は併設されず、集配センターが併設された。

## 沿革
- 1874年（明治7年）12月16日 - 高田（たかだ）郵便取扱所として開設[1]。
- 1875年（明治8年）1月1日 - 高田郵便局（五等）となる。同年11月、為替取扱を開始。
- 1879年（明治12年）2月 - 貯金取扱を開始。
- 1893年（明治26年）2月1日 - 高田郵便電信局となる。
- 1903年（明治36年）4月1日 - 通信官署官制の施行に伴い高田郵便局となる。
- 1950年（昭和25年）10月1日 - 特定郵便局から普通郵便局に局種別改定[2]、豊後高田郵便局に改称[3]。
- 2003年（平成15年）3月16日 - 都甲郵便局から集配業務を移管。
- 2006年（平成18年）10月8日 - 田染郵便局から集配業務を移管[4]。
- 2007年（平成19年）10月1日 - 民営化に伴い、郵便事業宇佐四日市支店に取集業務を、当局内に併設された同支店豊後高田集配センターに配達業務を、それぞれ移管。
- 2012年（平成24年）10月1日 - 日本郵便株式会社発足に伴い、郵便事業宇佐四日市支店豊後高田集配センターを豊後高田郵便局に統合。
- 2016年（平成28年）2月8日 - 真玉郵便局、香々地郵便局から配達業務を移管される[5]。

## 取扱内容
- 郵便、印紙、ゆうパック、内容証明
- 貯金、為替、振替、振込、国際送金、国債、投資信託
- 生命保険、バイク自賠責保険、自動車保険、がん保険、引受条件緩和型医療保険
- 地方公共団体事務（豊後高田市戸籍の謄抄本、納税証明書などの証明書交付事務）
- ゆうちょ銀行ATM
- 豊後高田市内の配達業務（取集は宇佐市の四日市郵便局管轄）

## 周辺
- 豊後高田市役所
- 高田中央病院
- 豊後高田警察署
- 国道213号
- 桂川

## アクセス
- 大交北部バス 高田本町停留所下車
- 宇佐道路・宇佐別府道路 宇佐インターチェンジから北東へ約13.3km
- 駐車場あり：23台